# David Arquette en World Championship Wrestling

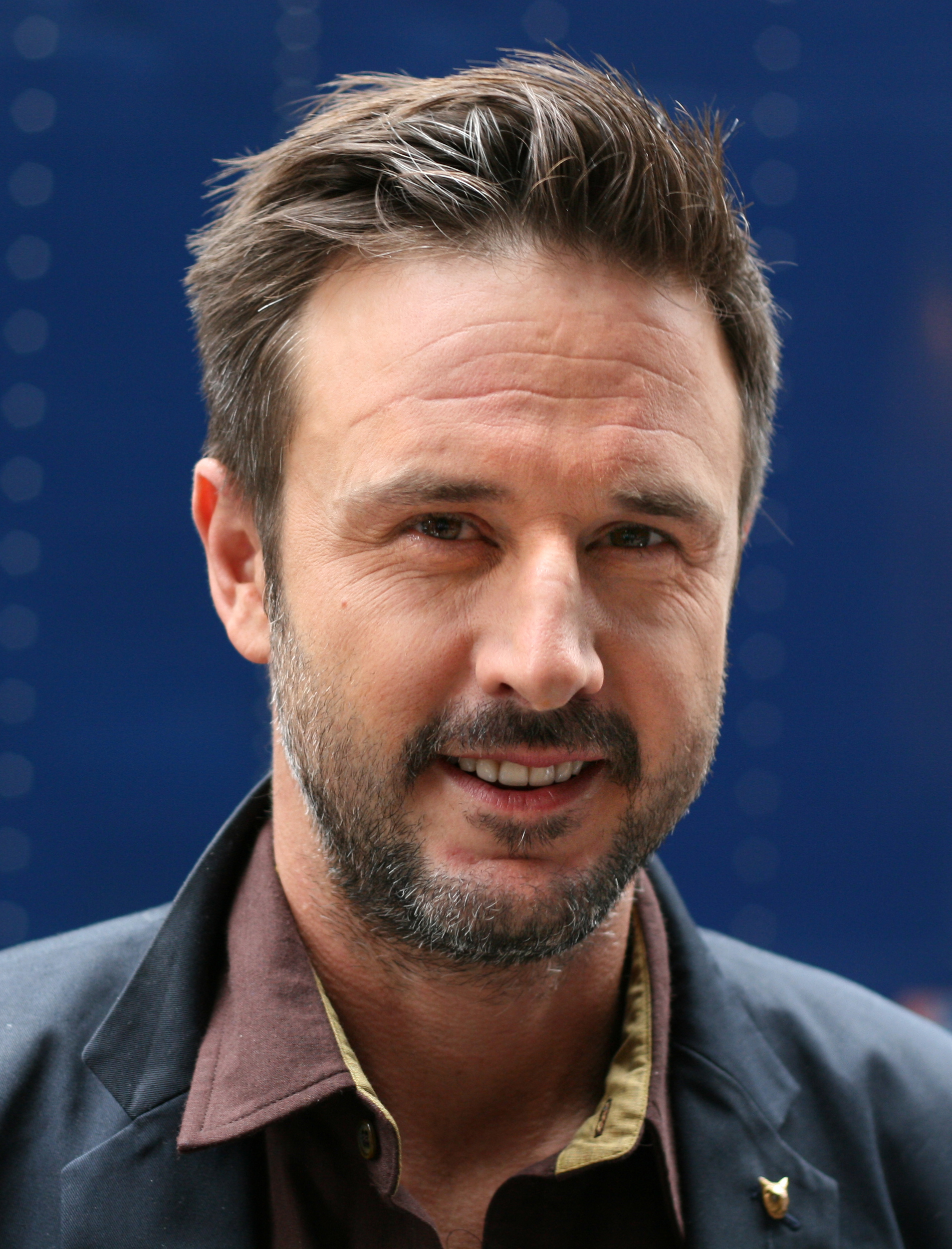
La participación de David Arquette en World Championship Wrestling sirvió para promocionar la película Ready to Rumble.

El actor David Arquette trabajó con la promoción de lucha libre profesional estadounidense World Championship Wrestling (WCW) durante una serie de apariciones en 2000. La participación de Arquette se concibió como un cruce promocional para publicitar la película Ready to Rumble, ya que tanto la WCW como los distribuidores de la película, Warner Bros., eran subsidiarias de la misma empresa matriz, Time Warner. También se creía que el actor, que entonces disfrutaba del éxito de Scream 3 y era considerado una estrella convencional, llamaría la atención sobre la programación de WCW durante su competencia de audiencia en curso con sus rivales en la industria de la lucha libre.
Arquette, un fanático de la lucha libre de toda la vida, se mostró reticente sobre el alcance de la storyline (una historia argumental dentro de la lucha libre) en la que estaría involucrado, que lo vio programado para ganar el Campeonato Mundial Peso Pesado de la WCW, el campeonato más prestigioso de la compañía, y defenderlo en un evento pague-por-ver (PPV). La reacción a la storyline fue negativa, y los críticos posteriormente se burlaron de ella como uno de los peores momentos de la lucha libre profesional; además, ni Ready to Rumble ni las cifras de audiencia de WCW se beneficiaron del cruce. En años posteriores, Arquette regresó a la lucha libre profesional en busca de redención, un viaje narrado en el documental You Cannot Kill David Arquette.

## Fondo
La relación de David Arquette con World Championship Wrestling (WCW) comenzó con la película Ready to Rumble, una película de lucha libre profesional en la que Arquette actuó junto a varios luchadores de la WCW, incluidas las principales estrellas Randy Savage y Bill Goldberg. Con el fin de promover la película, Arquette fue incorporado a la compañía como un personaje en pantalla, con el objetivo de retratarlo como el Campeón Mundial Peso Pesado de la WCW. Ready to Rumble fue distribuida por el estudio Warner Bros., una subsidiaria de Time Warner, la misma empresa matriz que WCW.
Ready to Rumble requirió que Arquette aprendiera los conceptos básicos de la lucha libre profesional, y le enseñaron los luchadores de WCW Chris Kanyon, quien también trabajó como coordinador de acrobacias en la película, y Diamond Dallas Page; su doble, Shane Helms, era otro luchador de la WCW. Arquette, un fanático de la lucha libre de toda la vida, dudaba sobre la idea y no deseaba que le dieran el campeonato, pero afirma que le fue advertido que la película no se promocionaría en la programación de la WCW si él no estaba de acuerdo. Además de promover la película, la medida también fue vista como un medio para aumentar las calificaciones de WCW Monday Nitro, el programa insignia que en ese momento competía por la audiencia con la World Wrestling Federation en una guerra prolongada de calificaciones televisivas. Arquette estaba, en ese momento, en el apogeo de su éxito tras el lanzamiento de la película Scream 3, y el guionista de WCW Vince Russo creía que el cruce tenía el potencial de atraer nuevos espectadores. Cabe mencionar que toda esta idea surgió a raíz de un comentario sarcástico realizado por el entonces comentarista de WCW Tony Schiavone en una junta creativa, comentario que el entonces jefe creativo de la empresa, Vince Russo se tomó demasiado en serio.

## Storyline
| «Hizo exactamente lo que se supone que debe hacer un actor de Hollywood [...] David era un poco tímido, un poco aprensivo, pero nunca se perdió una pista». ——Jeff Jarrett sobre la aptitud de Arquette. |

Arquette hizo su primera aparición para WCW en el episodio del 12 de abril de 2000 de WCW Thunder, donde se lo vio sentado en la primera fila de la audiencia. Su participación en la película se mencionó al aire y se lo describió como un amigo cercano de Diamond Dallas Page. Durante la transmisión, Arquette cruzó sobre la barandilla en el ringside y participó en una pelea entre Page y el luchador rival Jeff Jarrett, sufriendo varios golpes durante el segmento.
La victoria de Arquette en el campeonato se produjo en la transmisión del 25 de abril de Thunder. Él y el entonces campeón Page compitieron en un combate por equipos contra Jarrett y Eric Bischoff con la idea de que el competidor que anotara la cuenta de tres ganadora ganaría el campeonato. Bischoff, como Arquette, no era un luchador entrenado, sino un ejecutivo de la WCW que anteriormente había sido presidente de la compañía. Al cubrir a Bischoff, Arquette emergió como campeón. Después de la transmisión, otro excampeón, Ric Flair, animó a Arquette a llevar el cinturón de campeonato al bar que los otros luchadores visitarían después del espectáculo y comprar bebidas para sus colegas por la noche. Arquette le da crédito a Flair por calmar las tensiones detrás del escenario en medio de otros luchadores descontentos con la decisión, y responder por Arquette como «uno de nosotros».
Se filmaron viñetas entre bastidores en el set de 3000 Miles to Graceland con Arquette luciendo el cinturón del campeonato, las cuales mostraban a su entonces esposa Courteney Cox suplicándole que no compita a riesgo de lastimarse; su coprotagonista Kurt Russell también apareció. Los comentaristas en directo se refirieron a Arquette como un «tigre de papel que se esconde detrás de su esposa» durante la defensa del campeonato contra el expeleador de artes marciales mixtas Tank Abbott. Como no se esperaba que Arquette permaneciera en la WCW por mucho tiempo (su tiempo como campeón finalmente abarcó cuatro combates transmitidos durante dos semanas), la storyline culminó en el evento de pague-por-ver Slamboree del 7 de mayo, en un partido de tres hombres que involucró Arquette, Page y Jarrett, que vio a Arquette perder el campeonato ante Jarrett. Este combate tuvo lugar en una jaula de metal de tres niveles que se vio originalmente en Ready to Rumble.

## Legado

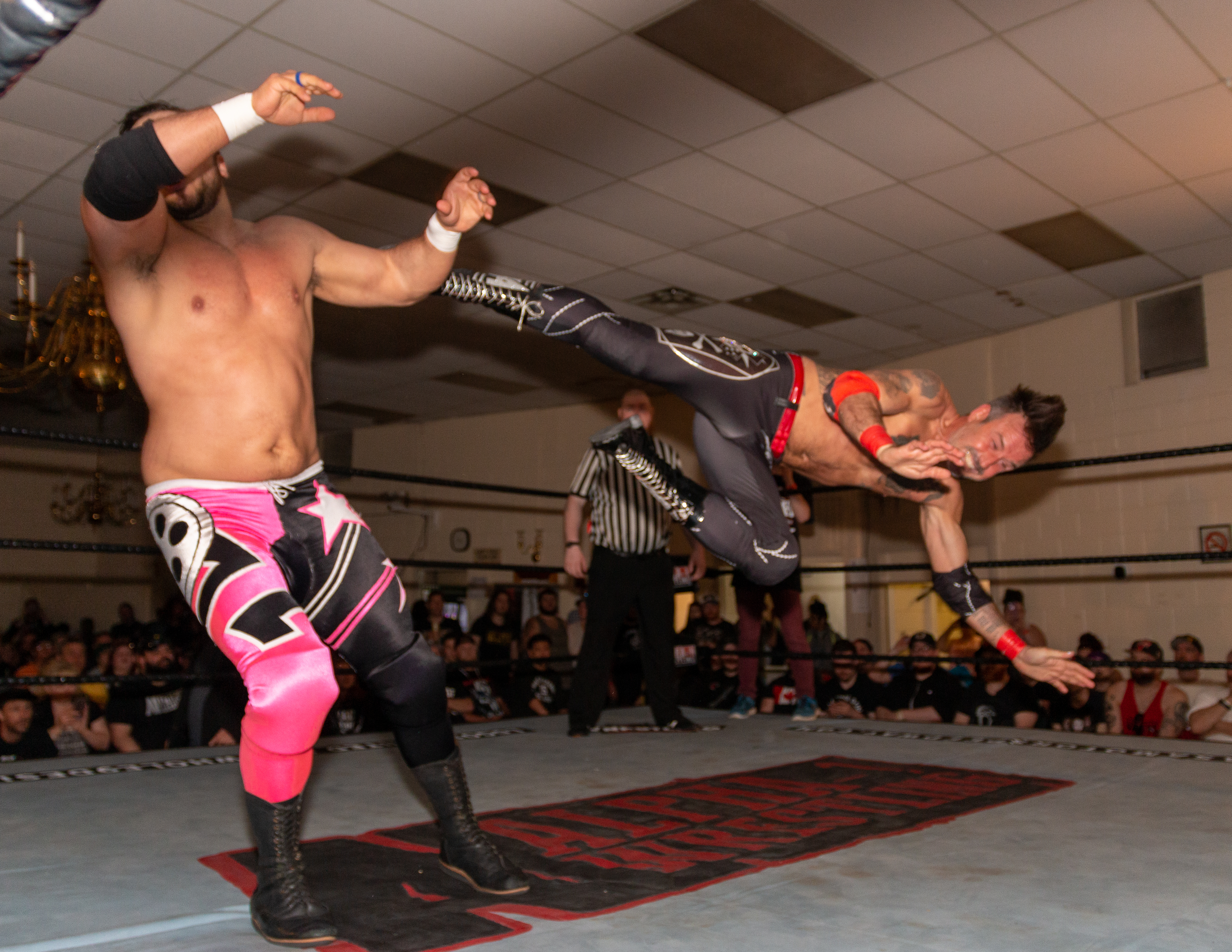
Arquette (en la foto con Ethan Page en 2019) regresó más tarde al ring.

La storyline fue mal recibida, dañando la reputación de Arquette tanto como actor como entre los fanáticos de la lucha libre; desde entonces ha sido descrita como «uno de los peores momentos en la lucha libre profesional», y «un truco publicitario que salió mal [. ..] asociado para siempre con la muerte de WCW». WCW cerró diez meses después del evento Slamboree, y la storyline de Arquette a menudo se considera un factor que contribuyó a su declive, aunque la suerte de la empresa ya había decaído antes de su participación. El comentarista de la WCW Bobby Heenan comparó la storyline con el programa de variedades de comedia estadounidense Hee Haw, diciendo que «bien podrían haber tenido a Buck Owens tocando su guitarra mientras los luchadores saltaban del maíz». El excampeón mundial peso pesado de la WCW, Bret Hart, estaba consternado por el momento del evento Slamboree; El hermano de Hart, Owen, murió en la misma arena el año anterior, y el 7 de mayo era el cumpleaños de Owen, una confluencia que Hart encontró desagradable. Jarrett, sin embargo, defendió la storyline, comparándola con la exitosa sociedad de su padre Jerry Jarrett con el actor Andy Kaufman en la Continental Wrestling Association durante la década de 1980.
Ready to Rumble no se benefició notablemente del cruce, recuperando la mitad de lo que costó producir. La recepción de la crítica por la película fue pobre. En Metacritic tiene una puntuación media ponderada de 23 sobre 100, según las reseñas de 26 críticos. Rotten Tomatoes lo enumera con un puntaje promedio del 23% basado en 70 reseñas; su resumen lo describe como «humor en su punto más bajo que no es divertido para los niños y es un insulto para los adultos». Además, se cree que a pesar de que la historia logró la atención de los principales medios de comunicación, al ser cubierta en USA Today, no logró convencer a nuevos espectadores de que siguieran la programación de la WCW. Helms se hizo eco de esto, quien dijo que «no se puede estar tan interesado en atraer nuevos clientes como para alienar a los que ya se tiene». El episodio de Thunder que transmitió la victoria del campeonato de Arquette tuvo cifras de audiencia superiores al promedio para el programa, pero las calificaciones de Nielsen de un cuarto de hora indicaron que el combate en sí fue el segmento menos visto del episodio. El periodista de lucha libre Dave Meltzer informó que las ventas de boletos en vivo para el evento Slamboree prácticamente se detuvieron después de que Arquette se involucró en la programación semanas antes del evento, lo que lo dejó como «un perdedor sustancial de dinero como evento en vivo». Según Meltzer, el evento atrajo a 4862 asistentes pagados y 7165 en total, recaudando $ 139 202 en taquilla. La tasa de compra de pago por evento del evento no fue publicada por WCW pero fue estimada por el Wrestling Observer Newsletter en una tasa de 0.2, que habría sido la tercera más baja en la historia de WCW en ese momento.
Arquette donó sus ganancias de WCW a las familias de varios luchadores que habían muerto recientemente o resultaron lesionados en ese momento, incluidas las viudas de Owen Hart y Brian Pillman, y las familias del fallecido Bobby Duncum Jr. y el tetrapléjico Darren Drozdov. En años posteriores, Arquette todavía se arrepintió de la storyline y regresó a la lucha libre profesional para tratar de ganarse a los fanáticos decepcionados con la storyline del 2000. Esto condujo a una serie de luchas independientes que incluyeron un sangriento deathmatch con Nick Gage en el que Arquette quedó gravemente cortado por un tubo de luz fluorescente roto. El regreso de Arquette a la industria se capturó en el documental de 2020 You Cannot Kill David Arquette.